# Judy Greer
Judy Greer, rodným jménem Judith Therese Evans, (* 20. července 1975 Detroit) je americká herečka.
Svou první filmovou roli dostala v roce 1997 ve snímku Stricken. První větší roli měla v roce 1999 ve filmu Ďábelská hra. Později hrála v desítkách dalších filmů. Hostovala v seriálech Jmenuju se Earl (Kabinet zrůd, 2006), Dr. House (Čiči čiči, 2009) a Teorie velkého třesku (Plimptonovská stimulace, 2010). Dvě různé postavy ztvárnila v seriálu Dva a půl chlapa (2007, 2011–2015) a objevila se ve čtyřech epizodách seriálu Californication. Namluvila jednu z hlavních postav animovaného seriálu Archer (2009–2023). Hlavní roli ztvárnila v seriálu Married (2014–2015). S Jimem Carreyem hrála v seriálu K smíchu (2018–2020). V roce 2023 ztvárnila postavu manželky G. Gordona Liddyho v seriálu Instalatéři z Bílého domu. Jako režisérka debutovala filmem A Happening of Monumental Proportions z roku 2017. V roce 2014 vydala knihu I Don't Know What You Know Me From: Confessions of a Co-Star. V roce 2011 získala cenu Johna Cassavetese na Denverském filmovém festivalu.

## Filmografie (výběr)
V televizi a filmu ztvárnila více než 160 rolí.
- Po čem ženy touží (2000)
- Svatby podle Mary (2001)
- Adaptace (2002)
- Přes noc třicítkou (2004)
- Vesnice (2004)
- 27 šatů (2008)
- Láska na druhý pohled (2009)
- Láska a jiné závislosti (2010)
- Chlap na roztrhání (2012)
- Úsvit planety opic (2014)
- Jamie Marks Is Dead (2014)
- Muži, ženy a děti (2014)
- Země zítřka (2015)
- Jurský svět (2015)
- Paříž 15:17 (2015)
- Ant-Man (2015)
- Wilson (2017)
- Válka o planetu opic (2017)
- Pottersville (2017)
- Kde se touláš, Bernadetto (2019)
- Ant-Man a Wasp (2018)
- Three Months (2022)
- Eric Larue (2023)